# Verwaltungsgemeinschaft Roßla-Südharz

Lage der Verwaltungsgemeinschaft im Landkreis Mansfeld-Südharz

In der Verwaltungsgemeinschaft Roßla-Südharz aus dem sachsen-anhaltischen Landkreis Mansfeld-Südharz schlossen sich am 1. Januar 2005 die Verwaltungsgemeinschaft Roßla und die Verwaltungsgemeinschaft Stolberg/Harz sowie drei weitere Gemeinden zur Erledigung ihrer Verwaltungsgeschäfte zusammen. Sie lag im Südharz und in der Goldenen Aue.
Am 1. Oktober 2005 wurden die Gemeinden Breitenbach, Großleinungen und Wolfsberg nach Sangerhausen eingemeindet.
13 der insgesamt 15 der in der Verwaltungsgemeinschaft zusammengeschlossenen Gemeinden fusionierten im Zuge der Kommunalreform in Sachsen-Anhalt zum 1. Januar 2010 zur Einheitsgemeinde Südharz mit Sitz in Roßla. Die Verwaltungsgemeinschaft wurde damit aufgelöst.
Die Stadt Stolberg (Harz) sowie die Gemeinde Wickerode standen der Bildung einer solchen Einheitsgemeinde negativ gegenüber. Am 1. September 2010 wurden sie ebenfalls eingemeindet.
Zuletzt lebten 10.966 Einwohner (Stand: 31. Dezember 2006) auf einer Fläche von 236,36 km². Letzte Leiterin der Verwaltungsgemeinschaft war Anja Wöbken.

## Gemeinden
Zum Zeitpunkt ihrer Auflösung hatte die Verwaltungsgemeinschaft folgende Mitgliedsgemeinden:
1. Bennungen
2. Breitenstein
3. Breitungen
4. Dietersdorf
5. Drebsdorf
6. Hainrode
7. Hayn (Harz)
8. Kleinleinungen
9. Questenberg
10. Roßla
11. Rottleberode
12. Schwenda
13. Stadt Stolberg (Harz)
14. Uftrungen
15. Wickerode